# Честерфілд (Теннессі)
Честерфілд (англ. Chesterfield) — переписна місцевість (CDP) в США, в окрузі Гендерсон штату Теннессі. Населення — 543 особи (2020).

## Географія
Честерфілд розташований за координатами 35°39′3″ пн. ш. 88°16′4″ зх. д. / 35.65083° пн. ш. 88.26778° зх. д. (35.650901, -88.267717).  За даними Бюро перепису населення США в 2010 році переписна місцевість мала площу 19,93 км², з яких 19,90 км² — суходіл та 0,04 км² — водойми.

## Демографія
Згідно з переписом 2010 року, у переписній місцевості мешкало 469 осіб у 194 домогосподарствах у складі 135 родин. Густота населення становила 24 особи/км².  Було 209 помешкань (10/км²).
Расовий склад населення:
| - 97,0 % — білих - 2,1 % — чорних або афроамериканців - 0,2 % — корінних американців |

До двох чи більше рас належало 0,2 %. Частка іспаномовних становила 1,9 % від усіх жителів.
За віковим діапазоном населення розподілялося таким чином: 25,8 % — особи молодші 18 років, 62,0 % — особи у віці 18—64 років, 12,2 % — особи у віці 65 років та старші. Медіана віку мешканця становила 38,8 року. На 100 осіб жіночої статі у переписній місцевості припадало 89,1 чоловіків;  на 100 жінок у віці від 18 років та старших — 94,4 чоловіків також старших 18 років.
Середній дохід на одне домашнє господарство  становив 50 557 доларів США (медіана — 39 018), а середній дохід на одну сім'ю — 55 688 доларів (медіана — 38 839). Медіана доходів становила 37 500 доларів для чоловіків та 19 083 долари для жінок. За межею бідності перебувало 22,7 % осіб, у тому числі 31,6 % дітей у віці до 18 років та 28,6 % осіб у віці 65 років та старших.
Цивільне працевлаштоване населення становило 157 осіб. Основні галузі зайнятості: роздрібна торгівля — 27,4 %, виробництво — 19,1 %, освіта, охорона здоров'я та соціальна допомога — 9,6 %, будівництво — 9,6 %.